# L'Italia ai tempi dei Modena City Ramblers
L'Italia ai tempi dei Modena City Ramblers è il CD che si trova allegato al libro Combat Folk di Paolo Ferrari e Paolo Verri, edito da Giunti per concessione Universal.

## Le canzoni
Il mini-CD contiene quattro brani: tre live ed un inedito. Macondo Express, L'unica superstite e I funerali di Berlinguer sono stati registrati live il 12, 13, 14 ottobre 1998 al Sisten Irish Pub di Novellara (RE). Serenata di strada è stata registrata dal vivo durante le prove di Raccolti.

### Tracce
1. Macondo Express - 3:37
2. L'unica superstite - 4:03
3. I funerali di Berlinguer - 6:31
4. Serenata di strada - 3:32